# By Your Request
『By Your Request』（バイ・ユア・リクエスト）は近藤真彦の1枚目のセルフカバー・アルバム。1990年12月12日に発売された。発売元はCBS/SONY RECORDS。

## 概要
近藤のデビュー10周年を締め括る最後の企画として11周年突入日の当日に発売。
全10曲の収録曲のうち、8曲がシングル曲、2曲がアルバムからの選曲。全曲とも再録音されている。
初回プレス盤のジャケットは『うそのない言葉 〜THE TRUTH〜』に続き、デジパック仕様。
CD帯コピーは「どんな大切な歌もここにある。新しいヴォーカルでRe-Take、Re-MixされたBest 1980-1990」。

## 収録曲
1. MOMOKO
2. Baby Rose
3. 夕焼けの歌
4. ハイティーン・ブギ
5. 夢絆
6. 大将
7. 哀しきハイスクール
8. ブルージーンズ メモリー
9. 泣いてみりゃいいじゃん
10. イヴの告白